# Pietro Cunti
Pietro Cunti, né le 3 septembre 1962 à Coire, est un joueur suisse de hockey sur glace. Il évoluait au poste d'attaquant. Il est l'oncle de Luca Cunti, également joueur de hockey sur glace.

## Biographie

### Carrière en club
Ayant grandi à Arosa, et après avoir effectué toutes ses classes juniors au HC Arosa, Pietro Cunti fait ses premiers en LNA, au cours de la saison 1980-1981, avec le club de la station grisonne. Il a alors un rôle de joker dans son équipe. Ces débuts auraient toutefois pu ne jamais avoir eu lieu si le président du club, Peter Bossert, n'avait pas réglé l'altercation qu'avait eu Cunti avec son entraîneur en junior.
Il remporte son premier titre de champion de Suisse avec le club grison à la fin de la saison 1981-1982. Cette victoire est depuis la dernière d'Arosa. Il doit néanmoins attendre la saison suivante pour finalement conquérir une place de titulaire. Il fait alors éclater son talent de buteur et de passeur au grand jour.
À la fin de la saison 1985-1986, à la suite du retrait du HC Arosa à cause de problèmes financiers, Pietro Cunti rejoint le HC Coire. Mais le club du chef-lieu grison rate sa saison et Cunti quitte son canton d'origine pour s'engager avec le CP Berne. Avec le club de la capitale fédérale, il remporte deux nouveaux titre, un en 1989, l'autre en 1991.
Il met un terme à sa carrière sur ce titre, à seulement 28 ans, pour reprendre le métier qu'il avait appris, plâtrier, ainsi que l'entreprise familiale. Il ne reprendra jamais sa carrière, malgré les appels de Bill Gilligan, alors entraîneur du CP Berne.

### Carrière internationale
Pietro Cunti fait ses débuts avec le chandail national en décembre 1983, lors d'un match contre la Pologne au cours duquel il marque quatre buts et distille une passe décisive.
Il a participé à deux grands rendez-vous, les mondiaux en 1987 et les Jeux olympiques 1988.

## Palmarès
LNA
- Champion de Suisse en 1982 avec le HC Arosa, en 1989 et en 1991 avec le CP Berne.
- Vice-champion de Suisse en 1981 et en 1984 avec le HC Arosa ; en 1990 avec le CP Berne.

## Statistiques

### En club
| Saison     | Équipe     | Ligue      |     | Saison régulière | Saison régulière | Saison régulière | Saison régulière | Saison régulière |    | Séries éliminatoires | Séries éliminatoires | Séries éliminatoires | Séries éliminatoires | Séries éliminatoires |
| Saison     | Équipe     | Ligue      | PJ  | B                | A                | Pts              | Pun              | PJ               | B  | A                    | Pts                  | Pun                  |                      |                      |
| 1980-1981  | HC Arosa   | LNA        | 1   | 0                | 0                | 0                | 0                | -                | -  | -                    | -                    | -                    |                      |                      |
| 1981-1982  | HC Arosa   | LNA        | 2   | 1                | 0                | 1                | 0                | -                | -  | -                    | -                    | -                    |                      |                      |
| 1982-1983  | HC Arosa   | LNA        | 38  | 6                | 8                | 14               | 12               | -                | -  | -                    | -                    | -                    |                      |                      |
| 1983-1984  | HC Arosa   | LNA        | 40  | 17               | 15               | 32               |                  | -                | -  | -                    | -                    | -                    |                      |                      |
| 1984-1985  | HC Arosa   | LNA        | 38  | 16               | 13               | 29               |                  | -                | -  | -                    | -                    | -                    |                      |                      |
| 1985-1986  | HC Arosa   | LNA        | 36  | 28               | 17               | 45               | 50               | -                | -  | -                    | -                    | -                    |                      |                      |
| 1986-1987  | HC Coire   | LNA        | 34  | 17               | 23               | 40               | 46               | -                | -  | -                    | -                    | -                    |                      |                      |
| 1987-1988  | CP Berne   | LNA        | 36  | 18               | 26               | 44               | 30               | -                | -  | -                    | -                    | -                    |                      |                      |
| 1988-1989  | CP Berne   | LNA        | 35  | 25               | 18               | 43               | 24               | 9                | 2  | 2                    | 4                    | 16                   |                      |                      |
| 1989-1990  | CP Berne   | LNA        | 17  | 8                | 6                | 14               | 28               | 11               | 3  | 0                    | 3                    | 8                    |                      |                      |
| 1990-1991  | CP Berne   | LNA        | 36  | 19               | 19               | 38               | 40               | 10               | 8  | 2                    | 10                   | 14                   |                      |                      |
| Totaux LNA | Totaux LNA | Totaux LNA | 313 | 155              | 145              | 300              | 230              | 30               | 13 | 4                    | 17                   | 28                   |                      |                      |

### En équipe de Suisse
| Année | Compétition |    | PJ | B | A | Pts | Pun      |  | Résultats |
| 1987  | CM          | 10 | 2  | 2 | 4 | 6   | 8e place |  |           |
| 1988  | JO          | 2  | 1  | 1 | 2 | 2   | 8e place |  |           |